# Harry Nixon
Pour les articles homonymes, voir Nixon.
Harry Corwin Nixon (né le 1er avril 1891 et décédé le 22 octobre 1961) était un homme politique canadien (ontarien) qui a brièvement été premier ministre de l'Ontario du 18 mai au 17 août 1943 qu'il est le chef du Parti libéral de l'Ontario de 1943 à 1944.
Il est le dernier chef de l'Unité fermiers de l'Ontario de 1929 à 1934.
Mitchell Hepburn, l'ancien premier ministre de l'Ontario, demande l'aide au bloc de députés progressistes, qui participent à l'élection sous la bannière libérale-progressiste avec l'entente qu'ils appuieront un gouvernement dirigé par Hepburn lors de l'élection ontarienne de 1934.
Élu chef libéral lors de la convention d'avril 1943, il devient premier ministre le mois suivant. Défait lors de l'élection d'août 1943, il démissionne de la chefferie en décembre 1944.
Il était franc-maçon.